# UK garage
Sous-genres
Speed garage, 2-step garage, breakstep, future garage
Genres dérivés
Dubstep, bassline, grime, UK funky
Le UK garage (ou UKG) est un genre de musique électronique ayant émergé au Royaume-Uni au début des années 1990. Il puise ses inspirations du garage house américain. L'une des caractéristiques usuelles du genre est l'utilisation d'un rythme particulier ; les hi-hats sont souvent mixés de telle manière que l'auditeur a l'impression d'être « étouffé », et le kick est joué en syncope.
Les morceaux de speed garage utilisent aussi communément des échantillons vocaux modifiés en complément de la structure rythmique sous-jacente. Le UK garage est largement englobé dans d'autres styles de musique et de production dans le milieu des années 2000, incluant dubstep, grime et UK funky.

## Histoire

### Origines
L'évolution de la musique house au Royaume-Uni au milieu des années 1990 mène à la création du terme, comme expliqué par les disc jockey Paradise Garage, et s'applique à une nouvelle forme musicale appelée speed garage. Son créateur est connu sous le nom de Todd Edwards, un producteur américain de house et garage,. Au début des années 1990, Edwards commence à remixer des chansons house en y incorporant des échantillons vocaux différents. Cependant, ce n'est pas avant DJ EZ, disc jockey londonien, que le genre est réellement lancé. À la fin des années 1990, le terme de « UK garage » se répand dans la scène musicale. Ce style s'associe fréquemment à d'autres formes musicales incluant soul, rap, reggae, ragga et RnB, toutes étiquetées dans la catégorie musique urban.
Des musiciens et groupes tels que Grant Nelson, M.J. Cole, Artful Dodger, Jaimeson, So Solid Crew, Heartless Crew, The Streets, Shanks and Bigfoot, DJ Luck and MC Neat, Sunship (Ceri Evans), Oxide and Neutrino se popularise dans la musique garage britannique, tandis que d'autres comme Dizzee Rascal, Wiley et Kano se popularisent dans le grime, un genre dérivé du garage. Des chanteuses notables impliquées dans le genre incluent Lisa Maffia, Ms. Dynamite, Kele Le Roc, Shola Ama, Sweet Female Attitude et Mis-Teeq. Cole explique, selon ses termes, que « Londres est une ville multiculturelles... c'est un mélange de jeunes de tous les horizons, et c'est ce qui définit le UK garage. »

### Relation avec la jungle
Au Royaume-Uni, où la jungle est à cette période populaire, le garage est joué en seconde partie lors d'événements jungle. Après le pic culturel de la jungle, ce dernier devient moins énergique. Des lignes de basses jungle à 170 BPM, le garage passe à un tempo moins soutenu, mais plus sensuel, de 130 BPM. Les disc jockey décident alors d'accélérer les chansons garage lors des mixsets pour le plaisir du public britannique orienté jungle. La presse spécialisée commence à appeler ce type de musique garage le « speed garage », prédécesseur des styles 4x4 et 2-step.

### 2-step et grime
En 2002, le 2-step s'éloigne de son style funky et soul pour s'orienter vers une musique plus sombre appelée « grime », qui est désormais un genre à part entière. Au cours de cette période, le UK garage traditionnel est repoussé dans l'underground en raison de la mauvaise publicité émanant du côté plus dur du genre, et de la violence publique entourant les membres du So Solid Crew. 
Parmi les premiers artistes grime notables des années 2001-2003, on peut citer Ruff Sqwad, More Fire Crew, Dizzee Rascal (qui a sorti son premier album Boy in da Corner en 2003), Roll Deep, et Wiley.
À cette époque, le UK garage se caractérise également par une forte division des classes sociales. À l'apogée du garage, à la fin des années 1990, il s'agissait d'un genre hautement aspirationnel. Lorsque les gens se rendaient au club pour écouter du garage, ils s'habillaient de manière élégante et chic. Des clubs comme Twice as Nice appliquaient un code vestimentaire interdisant les chaussures de tennis, les jeans et les casquettes de base-ball. Le fait d'avoir un code vestimentaire formel fait passer l'importance accordée aux beaux vêtements d'un style à l'exclusion des gens. Les codes vestimentaires ont pour but « d'encourager les gens à faire des efforts », mais aussi « d'éviter les ennuis ». Avec le temps, le club installe un détecteur de métaux, parce que « les gangstas aiment s'habiller cher », mais peuvent théoriquement toujours porter une arme. Finalement, lorsque des groupes comme So Solid Crew  attirent des publics plus urbains et de classe inférieure dans les raves en raison de leurs paroles sur les pistes de garage, le garage commence à faire la transition vers le grime parce que les publics précédents étaient moins susceptibles d'écouter, de sorte que les radios et les clubs ont cessé de donner des opportunités au garage.

### Années 2020
Les années 2020 assistent à de nouvelles sorties telles que West Ten d'AJ Tracey et Mabel. Kurupt FM sort son premier album The Greatest Hits (Part 1), qui se classe à la huitième place du UK Albums Chart.